# Izstrelek zemlja-zrak
Izstrelek zemlja–zrak (angleško Surface-to-Air Missile, kratica SAM) je izstrelek, ki ga izstrelimo s kopnega proti zračnim plovilom (letalom, helikopterjem in drugim izstrelkom).